# Agonie

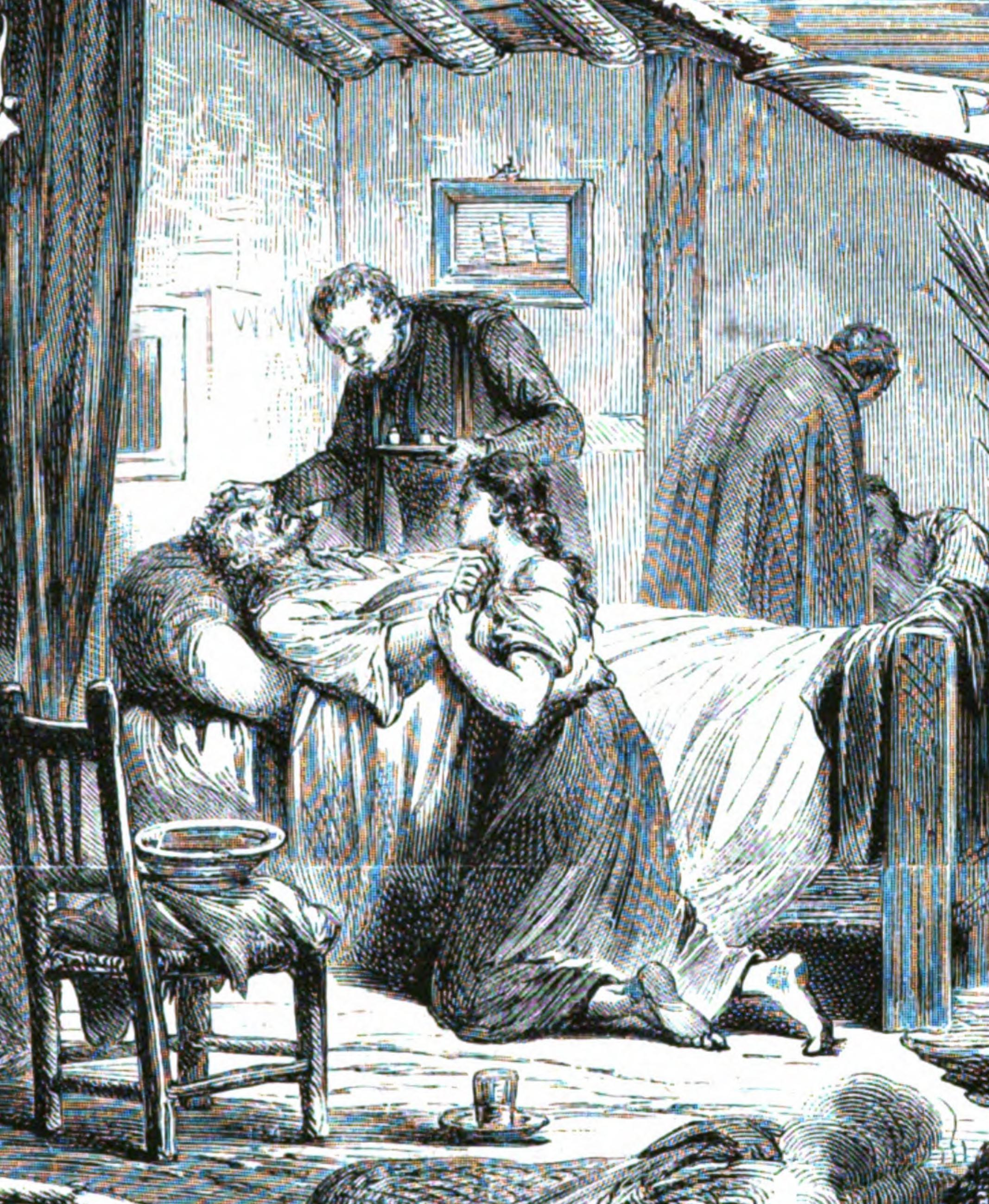
Člověk v agonii.

Agonie (řec. αγωνία agónia, zápas) znamená umírání, poslední fázi života, která končí smrtí.
V přeneseném smyslu se užívá i o "umírání" institucí a podobně.

## Popis
Agonie je přechod organismu ze života do smrti. Zpravidla nejde o přechod náhlý a přesně ohraničený, ale o postupný proces uvadání a ustávání životních funkcí. Agonie trvá různě dlouhou dobu v závislosti na druhu nemoci, věku i konstituci. Pozoruje se především při nenásilných způsobech úmrtí.
Porušeno je dýchací centrum – dýchání je nepravidelné, srdce bije slabě, často se zastavuje, proto nedodává krev k okysličovaní mozku, čímž dochází k poruchám vyšší nervové činnosti a bezvědomí. Tělesná teplota se podstatně snižuje a jen výjimečně se značně zvýší. Chladnutí se projevuje především na okrajových částech těla. Pokožka nápadně bledne, oči zapadnou. Těsně před smrtí je možné pozorovat svalové záškuby či prudké svalové kontrakce. Po definitivním zastavení srdeční činnosti a dýchání agonie končí a nastává klinická smrt.